# Diasysteem
Een diasysteem verwijst binnen de taalkunde naar een systeem waarbij verschillende taalvarianten of dialecten worden geanalyseerd als onderdeel van een groter geheel. In een diasysteem worden de overeenkomsten en verschillen tussen deze varianten bestudeerd, vaak met het doel om de onderliggende linguïstische structuren en patronen te begrijpen.
Diasystemen kunnen bijvoorbeeld worden gebruikt om de relatie tussen verschillende dialecten binnen een taal te onderzoeken. Door de overeenkomsten en verschillen tussen deze dialecten te analyseren, kunnen taalkundigen bijvoorbeeld inzicht krijgen in de evolutie van de taal en de factoren die bijdragen aan dialectvariatie.  